# Symetria promienista

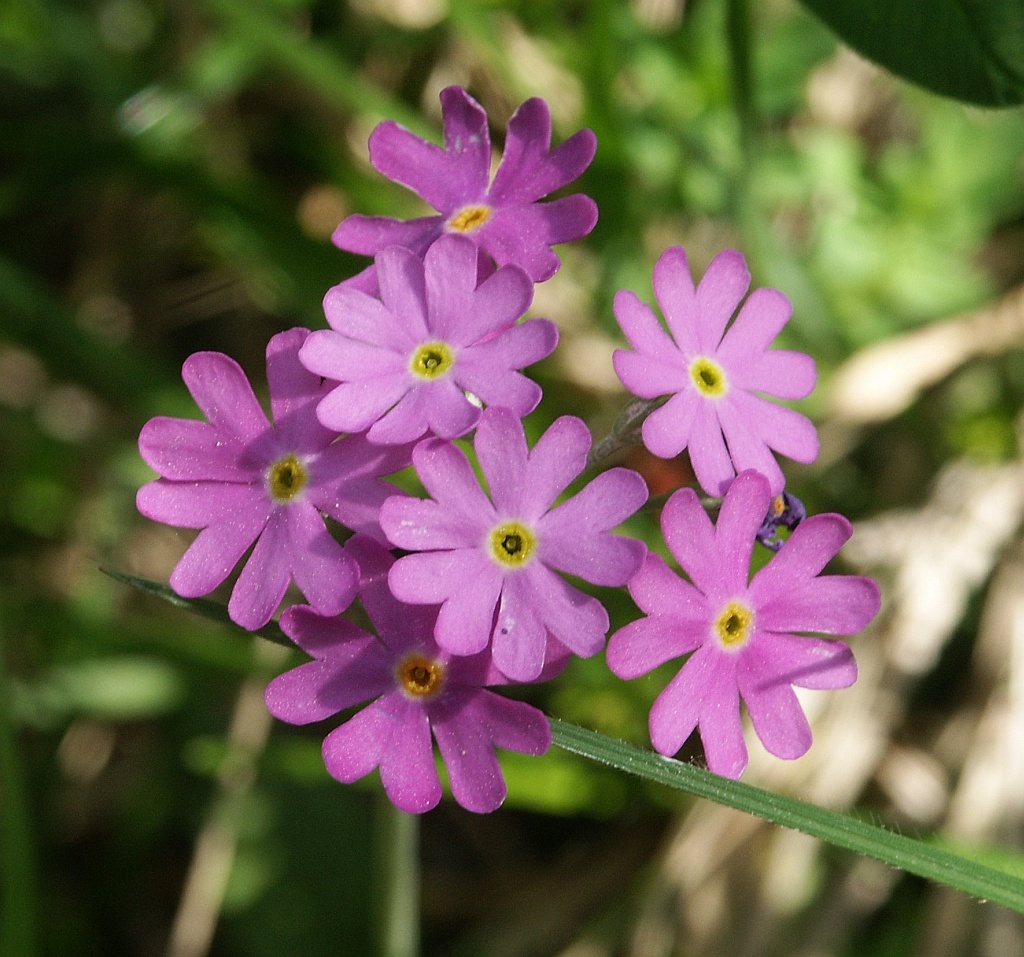
Kwiaty pierwiosnka omączonego – przykład symetrii promienistej

Symetria promienista, polisymetria, aktynomorfizm – cecha budowy organizmu, która charakteryzuje się tym, że roślina lub jej organy są zbudowane tak samo oraz są rozmieszczone równomiernie względem hipotetycznego punktu centralnego lub długiej osi ciała. W takiej roślinie można wyznaczyć wiele płaszczyzn symetrii, względem których zachodzi zgodność budowy obu stron. 
Przykładami symetrii promienistej mogę być kwiaty pierwiosnków (Primula L.) lub pomarańczy gorzkiej (Citrus aurantium L.).